# Рудня (Киевская область)
Ру́дня (укр. Рудня) — село, входит в Великодымерскую поселковую общину Броварского района Киевской области Украины.
Население по переписи 2020 года составляло 1910 человек. Почтовый индекс — 07430. Телефонный код — 4594. Занимает площадь 3,77 км². Код КОАТУУ — 3221287601.

## Местный совет
07430, Киевская обл., Броварский р-н, с. Рудня, ул. Школьная, 22; тел. 22-2-19.

## Люди, связанные с селом
- Компанец, Николай Иванович (1939—2018) — советский и украинский график, Заслуженный деятель искусств Украинской ССР.